# Gianluca Lapadula
Gianluca Lapadula (* 7. Februar 1990 in Turin) ist ein peruanischer Fußballspieler mit italienischer Staatsangehörigkeit, der beim italienischen Zweitligisten Spezia Calcio unter Vertrag steht und A-Nationalspieler ist.

## Karriere
Lapadula wurde 1990 in Turin geboren. Sein Vater, Gianfranco Lapadula, ist Italiener und seine Mutter Blanca Aida Vargas Higinio Peruanerin. Lapadula trat als Zwölfjähriger in die Jugendabteilung von Juventus Turin ein, wurde jedoch 2004 entlassen, da er schulisch nicht überzeugen konnte. Anschließend spielte er zunächst für den Amateurverein Collegno Paradiso, bevor er 2006 auf Leihbasis zum damaligen Zweitligisten FC Treviso wechselte. Am 31. August 2007 kehrte er in die Region Piemont zurück und schloss sich dem Viertligisten FC Pro Vercelli an, wo er zunächst in der Reservemannschaft zum Einsatz kam.
Zur Saison 2008/09 wechselte er zum damaligen Lega-Pro-Seconda-Divisione-Klub US Ivrea, bevor er im August 2009 einen Vertrag beim FC Parma unterschrieb. Im Juli 2010 folgte die Leihe zu Atletico Roma.
Sein Pflichtspieldebüt für Atletico Roma gab Lapadula am 8. August 2010 in der Vorrunde der Coppa Italia, wobei sein Team nach Verlängerung mit 1:2 ausschied. Im Januar 2011 wechselte er zu Ravenna Calcio, wo er die Saison 2011/12 als Torschützenkönig der Gruppe A mit 24 Treffern beendete.
Am 15. Juni 2012 wechselte Lapadula im Rahmen einer Co-Eigentümerregelung zum Zweitligisten AC Cesena und unterschrieb einen Fünfjahresvertrag. Dort konnte er sich jedoch nicht durchsetzen und wurde am 8. Januar 2013 an Frosinone Calcio ausgeliehen. Im Juli 2013 wurde die Co-Eigentümerschaft aufgelöst, woraufhin Lapadula zu Parma zurückkehrte.
Am 1. Juli 2013 wurde Lapadula an den slowenischen Klub ND Gorica ausgeliehen – gemeinsam mit mehreren weiteren Spielern von Parma. Die Transfers wurden am 12. Juli offiziell bestätigt. Lapadula hatte maßgeblichen Anteil am Gewinn des slowenischen Pokals. Er traf doppelt im Rückspiel des Viertelfinales gegen NK Aluminij sowie einmal im Halbfinale gegen NK Rudar Velenje.
Im Juli 2014 wurde er an den Drittligisten Teramo Calcio verliehen. Dort erzielte er 21 Tore und verhalf dem Klub zum Aufstieg in die Serie B. Dieser wurde jedoch im August 2015 vom italienischen Fußballverband nachträglich annulliert, da Vereinspräsident Luciano Campitelli in einen Manipulationsskandal verwickelt war.
Nach der Insolvenz Parmas im Sommer 2015 wechselte Lapadula ablösefrei zum Zweitligisten Delfino Pescara, bei dem er einen Vierjahresvertrag unterzeichnete. In der Saison 2015/16 erzielte er 30 Tore in 44 Einsätzen – davon drei Treffer in drei Playoff-Spielen – und wurde damit Torschützenkönig der Serie B.
Am 24. Juni 2016 bestand Lapadula den Medizincheck beim AC Mailand, der laut Medienberichten eine Ablösesumme von 9 Millionen Euro plus Boni an Pescara zahlte. Der Stürmer unterschrieb einen Vertrag bis 2021. Sein Serie-A-Debüt für Milan gab Lapadula am 27. August 2016 beim 2:4-Auswärtsspiel gegen Neapel, als er in der 86. Minute für Suso eingewechselt wurde. Sein erstes Tor in der Serie A erzielte er am 6. November beim 2:1-Sieg in Palermo – nur drei Minuten nach seiner Einwechslung für Carlos Bacca. Am 26. November folgte sein erster Doppelpack beim 4:1-Auswärtserfolg gegen den FC Empoli. Insgesamt kam er in der Saison 2016/17 auf acht Treffer in 27 Spielen, darunter zwei verwandelte Elfmeter.
Am 18. Juli 2017 wechselte Lapadula per Leihe mit Kaufverpflichtung zum CFC Genua. Die Gesamtablösesumme belief sich auf 13 Millionen Euro, ein Vereinsrekord für Genua. In der Saison 2017/18 erzielte er sechs Treffer in 28 Ligaspielen. In der darauffolgenden Spielzeit kam er verletzungsbedingt nur auf acht Einsätze und einen Treffer – beim 1:1 gegen SPAL Ferrara am 28. April 2019.
Am 12. Juli 2019 wurde Lapadula an den Serie-A-Aufsteiger US Lecce verliehen. Dort traf er elfmal in der Saison 2019/20, darunter zweimal beim 3:2-Auswärtssieg gegen Neapel am 9. Februar 2020.
Am 2. September 2020 unterschrieb Lapadula einen Dreijahresvertrag bei Benevento Calcio, welche rund vier Millionen Euro für ihn bezahlten. In der Saison 2020/21 verpasste er nur ein Ligaspiel und erzielte acht Tore. Dennoch stieg Benevento am Saisonende ab. Am 21. September 2021 erzielte er beim 4:1-Sieg gegen AS Cittadella einen Hattrick. Benevento beendete die Saison auf dem 7. Tabellenplatz und qualifizierte sich für die Aufstiegs-Playoffs. In der Vorrunde traf Lapadula zum 1:0-Auswärtssieg gegen Ascoli Calcio, im Halbfinal-Hinspiel erneut zum 1:0 gegen den Pisa SC.
Am 26. Juli 2022 schloss sich Lapadula dem Serie-B-Klub Cagliari Calcio an, der nach dem Abgang von João Pedro eine neue Offensivkraft benötigte. Der Transfer kostete rund 1,5 Millionen Euro, Lapadula erhielt ein Jahresgehalt von etwa 1 Million Euro plus Boni.
Mit 21 Treffern in 36 Spielen wurde er Torschützenkönig und Spieler der Saison in der Serie B 2022/23. In den Aufstiegsspielen traf er doppelt im 2:1-Sieg gegen Venedig, verwandelte einen späten Elfmeter beim 3:2-Hinspielsieg im Halbfinale gegen Parma und erzielte das frühe Führungstor im Finalrückspiel gegen den SSC Bari, welches Cagliari den Aufstieg sicherte. Nach einer Sprunggelenksverletzung im Juni 2023 fiel Lapadula mehrere Monate aus und kehrte erst im November aufs Spielfeld zurück.
Am 31. Januar 2025 wechselte Gianluca Lapadula ablösefrei zum Zweitligisten Spezia Calcio.

## Nationalmannschaft

### Italien
Lapadula wurde im November 2016 von Nationaltrainer Gian Piero Ventura für den verletzten Manolo Gabbiadini erstmals in den Kader der italienischen Nationalmannschaft berufen. Beim folgenden Freundschaftsspiel gegen Deutschland kam er jedoch nicht zum Einsatz. Sein Nationalmannschaftsdebüt für die italienische Nationalmannschaft gab Lapadula am 31. Mai 2017 im Freundschaftsspiel gegen San Marino. Er erzielte in diesem Spiel drei Tore. Weil das Freundschaftsspiel kein offizielles Länderspiel war, blieb Lapadula ohne offizielles Länderspiel für Italien.

### Peru
Nach mehreren Jahren ohne weitere Berücksichtigung in der italienischen Nationalmannschaft wurde Lapadula im November 2020 von Nationaltrainer Ricardo Gareca in die peruanische Nationalmannschaft berufen. Er debütierte am 14. November 2020 im Alter von 30 Jahren in der WM-Qualifikation gegen Chile. In der 60. Spielminute wurde er für Raúl Ruidíaz eingewechselt. Ein halbes Jahr später gehörte er zum peruanischen Aufgebot für die Copa América 2021 in Brasilien. Lapadula war bei dem Turnier Stammspieler der Auswahlmannschaft und erzielte in der Gruppenphase gegen Ecuador sein erstes Tor in der Nationalmannschaft. Peru erreichte das Halbfinale und verlor dort mit 0:1 gegen Brasilien. Im Juni 2022 verpasste Lapadula mit Peru nach einer Niederlage im Elfmeterschießen gegen Australien nur knapp die Play-offs für die Teilnahme an der Weltmeisterschaft 2022 in Katar.

## Erfolge und Auszeichnungen

### Erfolge
- Slowenischer Pokalsieger: 2013/14 (ND Gorica)
- Italienischer Superpokalsieger: 2016 (AC Mailand)
- Aufstieg in die Serie A (2): 2015/16 (Delfino Pescara 1936) und 2022/23 (Cagliari Calcio)

### Auszeichnungen
- Torschützenkönig:
  - Lega Pro Seconda Divisione: 2011/12 (24 Treffer)
  - Serie B (2): 2015/16 (27 Treffer) und 2022/23 (21 Treffer)